# Comuna Buhaiivka, Radîvîliv
Buhaiivka (în ucraineană Бугаївка) este o comună în raionul Radîvîliv, regiunea Rivne, Ucraina, formată din satele Balkî, Buhaiivka (reședința), Leveatîn și Oparîpsî.

## Demografie
Componența lingvistică a comunei Buhaiivka
     Ucraineană (98,53%)
     Rusă (1,4%)
     Alte limbi (0,04%)
Conform recensământului din 2001, majoritatea populației comunei Buhaiivka era vorbitoare de ucraineană (98,53%), existând în minoritate și vorbitori de rusă (1,4%).